# Biblioteca Bodleiana, MS Rawlinson B 502
Oxford, Biblioteca Bodleiana, Rawlinson B 502 é um manuscrito medieval irlandês, que atualmente se encontra na Biblioteca Bodleiana, Oxford. É considerado um dos três principais manuscritos irlandeses sobreviventes produzidos na Irlanda pré-normanda. Os dois outros trabalhos são: o Lebor na hUidre e o Livro de Leinster. Alguns estudiosos também o chamam de Livro de Glendalough, em irlandês Lebar Glinne Dá Locha, devido a várias alusões em fontes medievais e modernas para um manuscrito com este nome. Porém, atualmente não há conformidade quanto ao fato de Rawlinson B 502, mais precisamente sua segunda parte, deva ser identificada como o manuscrito referido por esse título.
Foi descrito por Brian Ó Cuív como um dos "mais importantes e mais belos ... indiscutivelmente o mais grandioso" dos manuscritos medievais irlandeses sobreviventes. Pádraig Ó Riain afirma: ".. uma rica, ainda que em grande parte ainda em estado bruto, fonte de informações sobre as preocupações da comunidade em Glendalough por volta do ano 1131, e um testemunho magnífico, ainda que mal interrogado, do alto padrão de erudição alcançado por este centro monástico."

## História e estrutura
O manuscrito como existe hoje é composto por dois códices de velino. Que foram originalmente obras separadas, mas foram unidas em algum momento antes de 1648. Isso foi feito a pedido de seu novo proprietário, o antiquário irlandês Sir James Ware (morto em 1666), que graças à Dubhaltach Mac Fhirbhisigh (morto em 1671) foi capaz de montar uma bela coleção de manuscritos irlandeses. Diversas folhas de papel com um comentário (principalmente) em latim feito por Ware sobre aspectos da história da Irlanda (fol. 13-18) foram inseridos entre os dois manuscritos, provavelmente, a fim de preservar a aparência de duas obras distintas. Fólios de papel foram adicionados posteriormente no final do segundo manuscrito (fol. 90-103), contendo notas e transcrições de documentos, parte do qual foi escrito em latim.
O primeiro manuscrito, que contém os fólios 1-12v (seis bifólios), foi compilado e escrito no final do século XI ou, possivelmente, no início do século XII. As letras bem minúsculas sugerem o trabalho de dois escribas profissionais, e glosas foram acrescentadas mais tarde por outras mãos. Um desses glosadores foi identificado como o escriba "H" que também foi responsável por adicionar glosas ao Lebor na hUidre. Como o último trabalho, esta parte do Rawlinson B 502 pode, portanto, ter sido um produto do scriptorium monástico de Clonmacnoise, condado de Offaly.
A maior parte do Rawlinson B 502, contendo os fólios 19-89, é ocupado por um manuscrito cujo texto foi escrito por um único escriba em meados do século XII. O último rei de Connacht listado é Tairrdelbach Ua Conchobair (r. 1106-1156).
Cada folha possui duas colunas de texto escritas em letras minúsculas regulares. A caligrafia, com alguma decoração, é de alto padrão. O pergaminho estava bem preparado, embora o manuscrito tenha sido sujeito ao desgaste e vários fólios estejam agora perdidos. Um ambiente monástico em Leinster tem sido considerado a fonte de sua origem. Foi proposto que Killeshin, no condado de Laois, foi a casa responsável pela sua produção.
A coleção de manuscritos de James Ware, foi herdada pelo seu filho, que a vendeu para o Conde de Clarendon. Mais tarde foi transferida para o Duque de Chandos, que vendeu alguns dos manuscritos, incluindo aquele atualmente conhecido por Rawlinson B 502, para o Doutor Richard Rawlinson (morto em 1755). A coleção de manuscritos de Rawlinson foi doada para o St John's College, Oxford, de onde em 1756 ele finalmente encontrou seu caminho para a Biblioteca Bodleiana.
Em 1909, Kuno Meyer publicou uma edição fac-símile pelo processo fototipográfico das páginas em velino, com uma introdução e índice, publicada pela Clarendon Press. Em 2000, o projeto Early Manuscripts at Oxford University foi lançado, agora confiado à Biblioteca Digital de Oxford, que publicou reproduções digitais do manuscrito. As imagens digitalizadas incluem as folhas de velino e de papel, com exceção das folhas de papel do século XVII encontradas nos fólios 105-171. As edições críticas e traduções dos textos individuais, na medida em que estas vão sendo realizadas, têm sido publicadas separadamente em livros e revistas acadêmicas.

## Conteúdo
O primeiro manuscrito contém uma cópia acéfala dos Anais de Tigernach, preservando um fragmento da assim chamada Crônica da Irlanda, uma história do mundo em latim e irlandês com base em historiadores latinos como Eusébio e Orósio. O texto está incompleto, tanto o seu início, quanto no fim, o que sugere que os doze fólios podem representar apenas uma parte do manuscrito original.
O segundo manuscrito inicia com uma série de poemas religiosos em irlandês médio intitulada Saltair na Rann ("O Saltério dos Versos"), seguido por uma recensão dos irlandeses Sex Aetates Mundi ("As Seis Eras do Mundo") e o poema Amra Coluimb Chille ("Canção para Columba"). O manuscrito contém muitas narrativas de Leinster pertencentes aos Ciclos dos Reis, algumas das quais estão agrupadas em uma seção que é intitulada Scélshenchas Laigen, começando com Orgain Denna Ríg. Entre elas está Tairired na n'Déssi, a melhor cópia preservada da versão "A" do trabalho conhecido como A Expulsão dos Déisi. Outro grupo secular de textos de Leinster, mas escrito em verso, é a seleção de poemas referidos coletivamente como Laídshenchas Laigen. Outros textos em versos incluem os poemas de sabedoria Immacallam in Dá Thuarad ("O Colóquio dos Dois Sábios") e Gúbretha Caratniad ("Os Acórdãos de Caratnia"). O manuscrito é também uma das duas fontes pré-normandas para os textos genealógicos irlandeses, sendo o outro o Livro de Leinster. Estas genealogias, que vêm no final, em uma seção considerável de cerca de trinta fólios, estão associadas principalmente com Leinster, mas outras são integradas. Algum material das primeiras leis irlandesas está preservado, como o trato Cóic Conara Fugill ("Os Cinco Caminhos do Julgamento"). Para uma lista mais detalhada do conteúdo do manuscrito, expanda a tabela a seguir:
| fólios     | páginas (fac-símile) | textos |
| ---------- | -------------------- | --- |
| f. 1r-12v  |                      | Anais de Tigernach (Crônica do Mundo Irlandês) |
| f. 13-8    |                      | folhas de papel contendo notas históricas de James Ware |
| f. 19r-40  |                      | Saltair na Rann ("O Saltério dos Versos") |
| f. 40v-44v |                      | Sex Aetates Mundi ("As Seis Eras do Mundo") |
| f. 45r     |                      | Poema atribuído a Mac Cosse, começando com Ro fessa hi curp domuin dúir |
| f. 46r     |                      | Poema Fichi rig cia rim as ferr, texto sobre reis que governaram Jerusalém, começando com o rei Saul e terminando com a destruição de Jerusalém por Nabcodon                                     |
| f. 46r     |                      | Poema religioso A Dé dúlig adateoch / Cethrur do-raega ní dalb |
| f. 46v     |                      | Poema religioso Ro chuala crecha is tir thair |
| f. 46v     |                      | Início do texto Ad fet Augustus míl do bith i fudumnaib in mara 7 in talman Indecdai, nota sobre monstro na Índia.                                                                               |
| f. 46      |                      | Início do poema Cenn ard Ádaim étrocht rád; para 1454 |
| f. 47r     | p. 81a-b             | Orcuin Néill Noígíallaig (A Morte de Níall Noígíallach) |
| f. 47r-v   | p. 81b-82a           | Gein Branduib meic Echach 7 Aedáin meic Gabráin (O Nascimento de Brandub filho de Eochu e de Aedán filho de Gabrán)                                                                              |
| f. 47v     | p. 82a-b             | Aided Maelodráin (A Morte de Maelodrán) |
| f. 47v     |                      | título anunciando Laidsenchas Lagen (fol. 47v-50v) |
| f. 47v     |                      | Poema Is mo chen a Labraid lain, diálogo entre Scoriath, Labraid Loingsech e Moriath |
| f. 47v     |                      | Poema Cethri m. Airtt Mis Telmann |
| f. 47v     |                      | Poema Ochtur Criathar cid dia ta |
| f. 47v     | p. 82b-83a           | Orgguin trí mac Diarmata meic Cerbaill. Cf. p. 134b. |
| f. 48r     |                      | Poema Coic rig trichat do Laignib, sobre reis de Leinster que governaram os primeiros tempos da Irlanda                                                                                          |
| f. 48r     |                      | Poema Secht rig do Laignib na lerg, os posteriores reis de Leinster |
| f. 48r     |                      | Poema Dia ngaba apgitir Lagen, sobre os guerreiros de Leinster |
| f. 48r     |                      | Poema Fedeilmid athair Echach, sobre a batalha dos Fortuatha contra os homens de Munster |
| f. 48r     |                      | Poema Fothairt for clannaib Concorb, sobre a expulsão dos Fortuatha de Tara |
| f. 48v     |                      | Poema Clanna Bresail Bricc builid, sobre as dinastias de Leinster |
| f. 48v     |                      | Poema Coic rig trichat triallsat roe, sobre os reis cristãos de Leinster |
| f. 49r     |                      | Poema atribuído a Dubthach hua Lugair, Crimthann clothri coicid hErenn |
| f. 49v     |                      | Poema Ro batar laeich do Laigneib, sobre o nascimento de Brandub mac Echach, rei de Leinster, e Áedán mac Gabráin, rei de Dál Riada                                                              |
| f. 50r     | p. 87a-88a           | Poema Cathair cenn coicid Banba, a métrica Esnada Tige Buchet ("As Canções da Casa de Buchet"). Cf. f. 73.                                                                                       |
| f. 50v     | p. 88a               | Poema Do chomramaib Laigen (ou Eol dam i ndairib drechta), atribuído a Flann mac Máel Máedóc; sobre as batalhas dos heróis de Leinster.                                                          |
| f. 50v     |                      | Poema A choicid choem Chairpri chruaid |
| lacuna     |                      | folha ou folhas perdidas |
| f. 51r     |                      | Genealogias dos santos irlandeses |
| f. 52v     |                      | Lista em ordem alfabética dos santos com o mesmo nome |
| f. 54r     |                      | Poema atribuído a Dallán Forgaill, Amrae Coluimb Chille ("Um Poema para Colum Cille") |
| f. 59v     |                      | Oração "Adomnan mac Ronain ro cháchain in nothainseo", iniciando Colum Cilli co Dia dommerail i tias nimustias.                                                                                  |
| f. 59v     |                      | Poema atribuído a Columba, Dia ard árlethar |
| f. 59v     |                      | Mac Lesc mac Ladain Aithech, sobre Mac Lesc mac Ladain e Finn |
| f. 60r     |                      | Poema "Cainnech do rigni in northainse" |
| f. 60r-62v | p. 107b-112b         | Immacallam in Dá Thuarad ("O Colóquio dos Dois Sábios") |
| f. 62v     |                      | Gúbretha Caratniad ("O Falso Julgamento de Caratnia") |
| f. 63v     |                      | Cóic Conara Fugill ("Os Cinco Caminhos do Julgamento"), texto legal |
| f. 64r     |                      | Genealogias dos Laigin |
| f. 65v     |                      | História de Labraid Loingsech e de outros reis pré-cristãos de Leinster, incluindo poemas: Dind Rig atribuída a Ferchertne; Lug sceith; Cethri meic la Setna Sithbacc, atribuída a Senchán; etc. |
| f. 65v     |                      | Genealogias dos Laigin, descendentes de Cú Corb |
| f. 66v     |                      | Genealogias dos Laigin (Dál Niad Cuirp). Inclui versos. |
| f. 67r     |                      | Miniugud senchasa mac nairegda Cathair, genealogias dos Laigin |
| f. 68v     |                      | Genealogias dos Laigin (Dál Niad Cuirp). |
| vazio      |                      | lacuna |
| f. 69r     |                      | Genealogias dos Laigin (continuação) |
| f. 69r     |                      | Genealogias dos Laigin e seção sobre os Fortuatha |
| f. 69v     |                      | Genealogias, De peritia 7 genelogia Loichsi, sobre Lugaid Loígsech e genealogias dos Loíchse |
| f. 70v     |                      | Genealogias, Duil laechsluinte Lagen |
| f. 70v     |                      | Genealogias dos Osairge |
| f. 71v     |                      | Título Scelshenchas Laigen, anunciando itens dos fólios 71v-73v |
| f. 71v-72r | p. 130b-131b         | Orgain Denna Ríg (A Destruição de Dind Ríg) |
| f. 72r     | p. 131b-133b         | Tairired na n-Déssi (A Expulsão dos Déisi) |
| f. 73r-73v | p. 133b-134a         | prosa Esnada Tige Buchet (As Canções da Casa de Buchet). Cf. f. 50. |
| f. 73v     | p. 134a              | Comram na Clóenferta (O Triunfo do Sloping Mound) |
| f. 73v-74v | p. 134b              | Orgguin trí mac Diarmata meic Cerbaill (As Mortes dos Três Filhos de Diarmait mac Cerbaill). Cf. p. 82b-83a.                                                                                     |
| vazio      |                      | |
| f. 74r     |                      | Texto sobre os reis pré-cristãos da Irlanda, iniciando Do rochair tra Sirna Sirsaeglach mac Dein m. Demail la Rothechtaid Rotha mac Moen                                                         |
| f. 74v     |                      | Lista dos reis da Irlanda, desde o período de Míl até Brian Bóraime |
| f. 75r     |                      | Miniugud na Croeb Coibnesta, sobre os descendentes de Érimón até o tempo dos filhos de Eochaid Mugmedon                                                                                          |
|            | p. 138a              | Echtra mac Echdach Mugmedóin (As Aventuras dos Filhos de Eochaid Mugmedon) |
|            |                      | Leinster e outras genealogias |
| f. 90–103  |                      | folhas de papel (século XVII) |

## Identidade contestada
A identidade da segunda parte do manuscrito, mais especialmente o seu nome e procedência, em fontes muito antes dele passar para as mãos de Rawlinson tem sido um assunto de alguma controvérsia.

### Saltair na Rann
Sir James Ware se refere à segunda parte como o Saltair na Rann de Óengus Céile Dé,  devido ao trabalho da métrica religiosa deste nome começando no primeiro fólio (fol. 19): "Oengus Celide, Author antiquus, qui in libro dicto Psalter-narran" e em outros lugares, "vulgo Psalter Narran appellatur" ("comumente chamado Saltério Narran"). Os contemporâneos de Ware, John Colgan (morto em 1658) e Geoffrey Keating (morto em 1644) também parecem ter usado este nome para o manuscrito como um todo. Keating refere-se a este título três vezes ao longo de sua Foras Feasa ar Éirinn, citando-o como sua fonte para o início do poema Uí Néill uile ar cúl Choluim no Livro III. Para complicar, este poema não é ser encontrado em Rawlinson B 502, embora Breatnach chame a atenção para a perda de fólios e o corte de páginas que podem ser responsáveis pela ausência do poema.
Desconhece-se se ao usarem o nome "o Saltair na Rann de Óengus Céile Dé", esses três escritores estavam seguindo uma convenção que antecedeu significativamente no século XVII.  Caoimhín Breatnach assume que eles fizeram, mas Pádraig Ó Riain expressou sérias reservas, sugerindo em vez disso, que o título pode ter sido uma forma conveniente de abreviar introduzido por Ware na década de 1630 e adotado por alguns de seus contemporâneos.

### Lebar Glinne Dá Locha ou Livro de Glendalough
Uma tentativa foi feita para identificar Rawlinson B 502 (segunda parte) como o manuscrito referido em algumas fontes como o Lebar Glinne Dá Locha ou Livro de Glendalough. (Para fazer uma confusão ainda maior, o título do último já foi também erroneamente utilizado para o Livro de Leinster). As referências a este título nos manuscritos incluem:
- Trechos de Sex Aetates Mundi, na Biblioteca Nacional da Irlanda G 3 (fols. 22va e 23r), que duas vezes citam o Livro de Glendalough como sua fonte.[19]
- O poema irlandês Cia lín don rígraid ráin ruaid como preservado na Real Academia da Irlanda MS 23 D 17[20]
- Uma nota feita por um escriba no texto genealógico do século XIV Grande Livro de Lecan, que indica que a linhagem tem acompanhado o Livro de Glendalough até aquele ponto e continuará com a versão conhecida do Livro de Nuachongbháil, ou seja, o Livro de Leinster.[19]
- Em Foras Feasa ar Éirinn de Keating, uma lista de manuscritos irlandeses disse ter sobrevivido em seu próprio tempo.[21]

A tentativa de identificação foi feita por estudiosos como Eugene O'Curry (1861) e James Carney (1964), mas foi argumentado com mais força e elaboração por parte de Pádraig Ó Riain. Ele observou afinidades textuais entre as cópias de textos que reconhecem sua origem como sendo do Livro de Glendalough, como os dois primeiros itens acima, e versões desses textos no Rawlinson B 502. Caoimhín Breatnach, porém, critica sua metodologia em estabelecer relações textuais e conclui que Lebar Glinne Dá Locha e Rawlinson B 502 são dois manuscritos distintos.
Um item importante de evidência é o poema Cia lín don rígraid ráin ruaid, que é encontrado em três manuscritos: Rawlinson B 502, RIA MS 23 D 17 (que atribui a sua cópia ao Livro de Glendalough) e o manuscrito da Biblioteca Nacional da Irlanda MS G 3. Em Rawlinson B 502, o poema é incorporado em uma seção sobre os reis piedosos e acompanhado por uma introdução em prosa curta, assim como algumas notas marginais. Nas versões do poema dadas por MS G 3 e MS 23 D 17, o escriba explicitamente cita o Lebar Glinne Dá Locha como sua fonte, mas o contexto temático e os textos de acompanhamento da versão do Rawlinson B 502 não são encontrados em nenhum deles. Breatnach sugere que estas compartilhadas diferenças são improváveis que tenham ocorrido independentes uma da outra, mas provavelmente derivam de uma fonte comum conhecida dos escribas como o Lebar Glinne Dá Locha.
Breatnach também aponta que Geoffrey Keating, em uma lista de manuscritos conhecidos por ele, distingue entre o Saltair na Rann de Óengus Céile Dé, ou seja, Rawlinson B 502 (segunda parte), e o Livro de Glendalough. Ó Riain discorda, porém, que Keating não tem a pretensão de ter testemunhado todos esses manuscritos pessoalmente e por isso não poderia ter tido conhecimento de que o manuscrito que ele usou, pelo menos no tempo que ele escreveu o Livro III, era anteriormente conhecido como o Livro de Glendalough.

## Edição diplomática e reprodução digital
- Kuno Meyer (1909). Rawlinson B 502: A Collection of Pieces in Prose and Verse in the Irish Language compiled during the Eleventh and Twelfth Centuries now published in Facsimile from the Original Manuscript in the Bodleian Library. Oxford: Clarendon. Edição diplomática
- «Bodleian Library: MS. Rawl. B. 502». Early Manuscripts at Oxford University. Oxford University. 2000

## Leituras adicionais
- Breatnach, Caoimhín (1997). «Rawlinson B 502, Lebar Glinne Dá Locha and Saltair na Rann». Éigse. 30: 109–32
- Francis J. Byrne (1979). A Thousand Years of Irish Script. An Exhibition of Irish Manuscripts in Oxford Libraries. Oxford: [s.n.]
- B. Ó Cuív (2001). Catalogue of Irish Language Manuscripts in the Bodleian Library at Oxford and Oxford College Libraries. Dublin: [s.n.]
- Pádraig Ó Néill (1977). «Airbertach mac Cosse's Poem on the Psalter». Éigse. 17: 19−46
- Ó Riain, Pádraig (1981). «The Book of Glendalough or Rawlinson B 502». Éigse. 18: 161–76
- Ó Riain, Pádraig (1982). «NLI G 2, f. 3 and the Book of Glendalough». Zeitschrift für celtische Philologie. 39: 29–32
- Ó Riain, Pádraig (1999). «Rawlinson B 502 alias Lebar Glinne Dá Locha: a restatement of the case». Zeitschrift für celtische Philologie. 51: 130–47